# Obsjtina Kula
Obsjtina Kula (bulgariska: Община Кула) är en kommun i Bulgarien.   Den ligger i regionen Vidin, i den nordvästra delen av landet, 150 km norr om huvudstaden Sofia.
Obsjtina Kula delas in i:
- Staropatitsa
- Topolovets
- Tsar-Petrovo

Följande samhällen finns i Obsjtina Kula:
- Kula

Trakten runt Obsjtina Kula består till största delen av jordbruksmark. Runt Obsjtina Kula är det glesbefolkat, med 17 invånare per kvadratkilometer.